# Kosmos 167
Kosmos 167 (tiếng Nga: Космос 167), hoặc 4V-1 No.311, là một phi thuyền của Liên Xô năm 1967 nhằm khám phá Sao Kim. Tàu vũ trụ 4V-1 được đưa ra như là một phần của chương trình Venera, Kosmos 167 được dự định hạ cánh trên sao Kim, nhưng không bao giờ rời khỏi quỹ đạo Trái Đất thấp do thất bại khi phóng lên.
Phi thuyền 4V-1 No.311 là chiếc thứ hai trong số hai chiếc 4V-1 được Lavochkin chế tạo và vận hành, theo sau tàu Venera 4.
Một tên lửa mang tên Molniya-M được sử dụng để phóng tàu 3MV-4 No.6. Sự ra mắt diễn ra từ site 1/5 tại sân bay vũ trụ Baikonur lúc 02:36:38 UTC ngày 17 tháng 6 năm 1967. Do một vấn đề làm mát của turbopump, giai đoạn thứ tư Blok-L của tên lửa không thành công, và kết quả là phi thuyền không bao giờ rời khỏi quỹ đạo chờ quanh Trái Đất của nó. [5] Tàu được triển khai thành một quỹ đạo Trái Đất thấp với điểm cận địa 187 km (116 mi), điểm viễn địa 262 km (163 mi), và 51,8 độ nghiêng so với đường xích đạo. Phi thuyền được đặt tên là Kosmos 167, một phần của một chuỗi tàu vũ trụ thường được sử dụng cho các vệ tinh quân sự và thử nghiệm để che đậy sự thất bại; một khi đã rời khỏi quỹ đạo Trái Đất, nó sẽ nhận được mã đánh số tiếp theo trong loạt tàu Venera, tại thời điểm đó là Venera 5. Kosmos 167 đã bị phá hủy khi nó quay trở lại bầu khí quyển của Trái Đất vào ngày 25 tháng 6 năm 1967.